# Vacanze di Natale '91
Vacanze di Natale '91 è un film italiano del 1991 diretto da Enrico Oldoini.

## Trama
St. Moritz, durante le vacanze di Natale. Alla convivenza della coppia formata da Mimmo e Rino, rispettivamente bisessuale e gay, pone fine la cotta del primo - sposato e separato, col figlio ancora piccolo - per l'affascinante Simona, che gli farà riscoprire il piacere per le donne: alla fine però anche Rino scoprirà la propria eterosessualità. Il borioso Leopoldo viene disturbato, proprio in un momento d'intimità con la seconda moglie Marta, prima dalla comparsa di Vanessa, la sorella di Brunilde, la prima moglie morta accidentalmente, e poi dall'apparizione del fantasma infuriato di quest'ultima. Alla fine Vanessa scapperà intimorita da Brunilde mentre Marta morirà in un incidente, unendosi a Brunilde come fantasmi; le due perseguiteranno Leopoldo con le sue nuove spasimanti.
A due coppie, un milanese e un romano composta da Nanni e Ingrid, ed Enzo e Fernanda, viene assegnata per un malinteso la medesima suite, rendendo facile ogni possibile interscambio. Nanni e Ingrid sono, infatti, una coppia aperta senza gelosie, mentre Enzo e Fernanda sono una coppia classica, col marito che spesso l'ha tradita senza che lei ne sapesse nulla. Ingrid è attratta da Enzo, marito di Fernanda, ma quando quest'ultimo scopre che loro sono una coppia aperta non riesce a concludere con la donna perché la situazione non lo mette a proprio agio.
Ingrid ci resta male e cade in uno stato di depressione e così Nanni, triste per la consorte, va da Enzo e per convincere l'uomo ad avere un rapporto sessuale con lei; persino la moglie Fernanda dice ad Enzo di aiutare la coppia e andare a letto con Ingrid. Quest'ultimo, però, nuovamente non riesce a concludere perché si sente come se la moglie, che stavolta sa di un suo imminente tradimento, fosse lì con lui. Nanni, invece, andrà a letto con Fernanda: la cosa fa esplodere di gelosia Enzo che tira un calorifero in testa all'uomo. Alla fine Enzo e Fernanda si riappacificano e festeggiano l'anno nuovo con Nanni.
Frattanto capita all'albergo, in viaggio d'affari con un principe anche la giovane Giuliana, che nasconde un segreto: suo padre è Sabino, il più anziano cameriere dell'albergo, e così potrebbero scoprirsi le umili origini della ragazza. Il principe, fidanzato di Giuliana, è in realtà squattrinato perché il padre ha dilapidato il patrimonio a poker, ma grazie al suo titolo permette alla ragazza di conoscere persone altolocate. Egli è infatti suo socio in affari nella realizzazione di un progetto architettonico da 120 miliardi di lire e i due vorrebbero proporlo all'onorevole Flavio Mariotti, ricco uomo d'affari nonché più volte ministro delle finanze.
Quando però vede il padre subire delle umiliazioni, è proprio lei a difenderlo di fronte ad alcuni commensali in un impeto d'indignazione, lasciando il fidanzato e decidendo di andarsene con lui, licenziato dall'albergo. Grazie all'intervento dell'onorevole Mariotti, da anni cliente fisso e amico del cameriere, Sabino può prendersi la rivincita sulle angherie del direttore dell'albergo e dei clienti mentre Giuliana, grazie alla relazione sul suo progetto letta dall'onorevole, ottiene un ricchissimo appalto che le garantirà una brillante carriera.

## Produzione
Il film è stato girato quasi interamente a Saint Moritz, ad eccezione dell'episodio di Ezio Greggio, le cui riprese sono state girate a Crap da Sass, in Svizzera. Le riprese esterne del castello di Leopoldo sono state realizzate invece al Castello di Silvaplana.

## Distribuzione
Il film è uscito nelle sale italiane il 20 dicembre 1991.